# Maria Dermoût
Helena Anthonia Maria Elisabeth Dermoût-Ingerman (Pekalongan, Java, 15 juni 1888 – 's-Gravenhage, 27 juni 1962) was een Nederlands-Indische schrijfster.

## Levensloop
Maria Ingerman werd geboren in de familie Ingerman, die al vier generaties lang op Java gevestigd was. Tijdens haar leven waren (onbewezen) geruchten dat Maria enig Indisch bloed in zich had, "maar wat doet dat ertoe" schreef ze eens in een brief. In haar tijd werd "gemengdbloedigheid" echter bepaald niet positief opgevat.
Enkele maanden nadat Maria Ingerman was geboren op de suikerfabriek Tirto bij de Midden-Javaanse kustplaats Pekalongan, overleed haar moeder, die zij dus nooit heeft gekend. Tot 1900 verbleef zij in het toenmalige Nederlands-Indië, met twee onderbrekingen (1890 en 1894) voor een kort verblijf in Nederland.

### Schooljaren in Nederland
Van 1900 tot 1905 was Maria weer in Nederland, ditmaal in de kost, om het gymnasium in Haarlem te volgen. Daar ontmoette zij de geoloog Aldert Brouwer, met wie zij haar leven lang bevriend zou blijven. In Nederlands-Indië kwam zij hem opnieuw tegen, en na de dood van haar man, in 1952, werd het contact hechter.

### Huwelijk en verhuizingen
In 1906, terug in Indië, ontmoette Maria Ingerman de gepromoveerde jurist Isaac Johannes Dermoût, met wie zij in 1907 in het huwelijk trad. Beide echtelieden hadden een zwakke gezondheid. In 1906, dus op vrij late leeftijd, had Maria de mazelen gehad, later leed zij onder meer aan Indische spruw, een darmaandoening. Daardoor voelden beiden zich plezieriger in een vrij koel klimaat, maar Dermoût was landraad (rechter), hetgeen vele overplaatsingen met zich meebracht, vaak naar onplezieriger streken.

Het echtpaar kreeg twee kinderen: een dochter Ettie (26 augustus 1908) en een zoon Hans (14 september 1910).

### De Molukken
Van 1910 tot 1914 was Isaac Dermoût op de Molukken geplaatst, en hoewel ook hier de omstandigheden Maria maar matig bevielen, heeft het verblijf er een onuitwisbare invloed gehad op haar en op haar schrijverschap. Vanaf 1908 had zij incidenteel enkele korte stukjes gepubliceerd, eerst in een Indisch, daarna in een Nederlands blad, maar later gepubliceerd werk van haar hand dateert ook reeds van die tijd.

### Pensionering

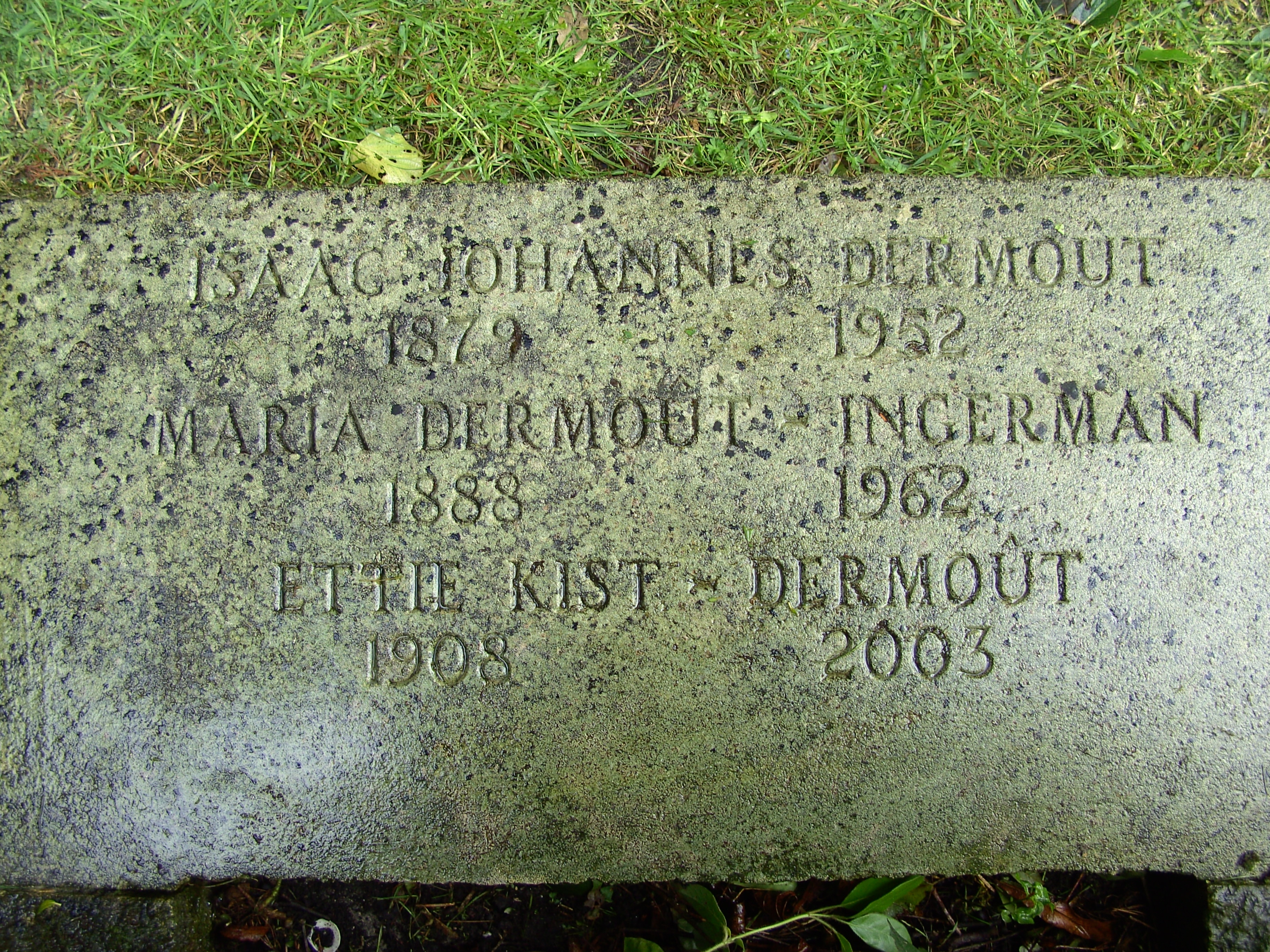
Grafsteen Maria Dermoût

In 1933 werd haar man gepensioneerd en vertrok het gezin voorgoed naar Nederland. Maria was toen 45 jaar, en was vanaf haar zestiende in Indië geweest, behoudens verloven in 1914-1915 en 1926. Ook in Nederland heeft zij in vele plaatsen gewoond, en vanwege haar slechte gezondheid was zij een aantal malen in Zwitserland. In 1939 onderging zij een operatie. In april 1945 overleed haar zoon Hans in een Japans concentratiekamp; in 1952, een jaar na het verschijnen van haar eerste roman, verloor zij haar echtgenoot. In 1960 en 1962 volgden opnieuw operaties, in dat laatste jaar overleed Maria Dermoût, 74 jaar oud. Ze werd begraven in Noordwijk op de Algemene begraafplaats aan de Oude Zeeweg 32.

## Werk

### De romans

#### Nog pas gisteren
Had Maria Dermoût dus incidentele schetsen op haar naam staan, veel werk dat zij, reeds ver voor de oorlog, was begonnen te schrijven, was in portefeuille gebleven. In 1949 benaderde zij de auteur Johan van der Woude met een stapel manuscripten, en die was zo onder de indruk dat hij de korte roman Nog pas gisteren uitkoos, die in 1951 bij uitgeverij Querido gepubliceerd werd. Zij was toen 63 jaar oud. Het boek beleefde herdruk op herdruk, laatstelijk in de Salamanderreeks, en werd ook in Duitsland, de Verenigde Staten en Engeland uitgebracht.
Nog pas gisteren, geschreven in 1943 en in 1945-1946 omgewerkt, is de fictieve herinnering aan een meisjesjeugd (het "gisteren") ergens op Midden-Java, met tropenverhalen en jeugdbelevenissen, maar ook met moord, zelfmoord en mishandeling.

#### De tienduizend dingen
Na een verhalenbundel verscheen in 1955 Maria Dermoûts grote roman De tienduizend dingen. Het boek werd een internationaal succes: al spoedig werd het in een tiental talen vertaald, en thans bestaan er zelfs vertalingen in dertien talen van. In 1958 riep het weekblad Time de Amerikaanse versie uit tot een van de beste boeken van het jaar. In het Nederlands is dit boek talloze malen herdrukt, en naast het Verzameld werk is het de enige titel van Maria Dermoût die nog steeds apart leverbaar is.
De tienduizend dingen werd deels al voor de oorlog geschreven, en later uitgewerkt; het boek speelt op de Molukken. Bij oppervlakkige lezing lijkt het een bundel losstaande verhalen, die vooral een sfeer oproepen; die van landschap, mensen, overleveringen en dingen. In elk van die verhalen komt echter de gewelddadige dood voor, en in het laatste verhaal blijken de elementen van deze raamvertelling samen te komen.

### De verhalen
Van Maria Dermoût verschenen nog vijf verhalenbundels en enkele losse verhalen.

#### Spel van tifa-gongs
Spel van tifa-gongs (1954) bevat drie historische verhalen, alle over een episode uit het verleden van de Molukken, vaak gewelddadig, veelal in een koloniale context. Daarnaast bevat de bundel een dodenzang, zoals die bij de volkeren van de Indonesische Archipel veel voorkomen.

#### De juwelen haarkam
In de vijf verhalen van De juwelen haarkam (1956) zijn het, meer dan ooit in Dermoûts werk, voorwerpen die centraal staan, en dit komt uitdrukkelijk naar voren in titels als "De danseres van koper", "De Boeddha-ring", "De armband". Met die voorwerpen is echter steeds iets bijzonders aan de hand. (Zie ook techniek en thematiek.)

#### De kist en enige verhalen
De titel De kist en enige verhalen (1958) suggereert dat de kist zelf niet tot de verhalen behoort. Dit is ook zo. De inleiding van de bundel, bij uitzondering in de ik-vorm geschreven, verhaalt hoe een reiziger op Midden-Java een kist aantreft vol geschriften, nagelaten door een overleden deskundige op het gebied van de Hindoe-Javaanse geschiedenis en folklore. Naast studies zijn er verhalen, en enkele daarvan worden door de verteller uitgewerkt. Daaronder is het beroemd geworden "Dit is het verhaal van Oji". De kist werkt aldus als een omhulsel: de kist als voorwerp bevat de documenten; de kist als element in de bundel verschaft het raamwerk voor de navertelde verhalen.

#### De sirenen
De bundel De sirenen (1963) verscheen na de dood van de schrijfster. Hier is een aantal verhalen bijeengebracht die in zeer uiteenlopende perioden in haar leven tot stand waren gekomen, vanaf de jaren tien tot aan het einde van haar leven. Nadat Nog pas gisteren was uitgekomen, had Maria Dermoût drie "slangenverhalen" gepubliceerd in De gids. Ook deze sprookjesachtige, mysterieuze verhalen staan in het boek.

#### Donker van uiterlijk
Maria Dermoûts tweede postuum verschenen bundel droeg als titel het Bijbelcitaat Donker van uiterlijk (1964). Het is de geliefde die donker van uiterlijk is, "maar bekoorlijk": de handeling en de situering zijn wat naar het Westen verlegd, maar het Oosten is nog steeds sterk aanwezig door de verhoudingen tussen westerse en oosterse mensen. Dit is, in tegenstelling tot de eerdere Nederlands-Indische werken, Maria Dermoûts Indisch-Nederlandse boek. De schrijfster overleed voordat het laatste van de twee verhalen, "Toetie", geheel voltooid was.

#### Ander nagelaten werk
"De vuurvliegjes" en "De kenari-vrouw" werden in 1974 aan de tweede druk van het Verzameld werk toegevoegd. Dermoûts kleinzoon Bas Kist publiceerde in 1994 nog "Nummer 4078 Private Malcolm".
"De kenari-vrouw" is een sterk uitgebreide versie van "De kenari-bomen", dat in 1955 was verschenen in een bundeltje jeugdherinneringen van auteurs uit het Querido-fonds. In de vertelling is de jeugdherinnering verwerkt tot het verhaal van een inlandse vrouw die kenarinoten zoekt en een jongetje dat op de rand van de dood zweeft; de ontknoping is verrassend. "Nummer 4078 Private Malcolm" (1945) speelt in Nederland, en beschrijft de confrontatie van Dermoûts tienjarige kleinzoon met de overblijfselen van een gesneuvelde soldaat.

### Techniek en thematiek
In het eerste hoofdstuk van De tienduizend dingen, getiteld "Het eiland", wordt een landgoed op de Molukken besproken, een oude specerij-"thuyn" met zijn omgeving — de baai, het strand, de kruidenperken:
Het woei daarboven altijd.
De koeien van mevrouw van Kleyntjes werden in de heuvels geweid, en de wilde hertjes kwamen er stilletjes grazen.
De drie kleine meisjes speelden daar wel, 's middags in de zon, als er niemand was — de afgevallen rozenblaadjes hadden weer overal in het rond gelegen! — zei de koeherder, 'laat ze maar' zei mevrouw van Kleyntjes.
En soms, niet dikwijls, zaten zij alle drie naast elkaar gehurkt op het strandje aan de binnenbaai onder de plataanbomen, een eind van het huis af, om te kijken wat voor horentjes er aangespoeld waren? Zij krabbelden het zand wat weg (dat was later duidelijk te zien) horentjes verstoppen zich wel — ssst.
Hierin zijn een aantal elementen van Dermoûts schrijverschap aanwezig. De techniek valt op: het experimenteren met de weergave van spreektaal. Thematische elementen zijn de fascinatie met de natuur en met dingen, met werkelijkheid en fictie, met geweld, met het verleden. Want op dat moment weet de lezer van het boek al dat de drie meisjes dood zijn: al generaties her werden zij vermoord. Verleden en geweld ontmoeten elkaar. En de ontmoeting vindt zonder enige nadruk plaats. Het is alsof de meisjes er werkelijk zitten.

#### Taalexperiment
Maria Dermoût experimenteert in haar gehele werk met manieren om de spreektaal (en vaak is dat een levendig-Indische verteltrant) zo direct mogelijk weer te geven. Zij doet dat met tussenwerpsels als ssst, zij laat twee figuren midden in één zin sprekend optreden alsof zij het verhaal tussen neus en lippen vertelt, zij werkt met tussenzinnen die (zoals in het citaat) niet ter verduidelijking zijn bedoeld, maar als toevoeging, zoals iemand nog snel iets bijvertelt. Daarbij speelt de interpunctie een belangrijke rol: uitroeptekens midden in een zin, het vraagteken na de indirecte rede, en vaak puntjes en gedachtestreepjes, alsof de verteller pauzeert, zich herneemt.
Relevant is ook dat Dermoût in haar werk weleens dodenzangen heeft naverteld, met de retorische kenmerken daarvan, zoals aanroep, herhaling, bezwering. Ook in De tienduizend dingen komt een element voor dat aan een dodenzang herinnert: de incantatie van de honderd dingen, waarin een dode wordt herinnerd aan de "honderd" zaken uit het dagelijks leven die hij tijdens zijn dodenreis vooral niet mag vergeten.

#### Structuur en motieven
Dingen zijn van centraal belang in het werk van Maria Dermoût. Of het nu gaat om de dingen die een centrale rol spelen in de verhalenbundel De juwelen haarkam of om de honderd essentiële zaken die de dode zich moet herinneren: het zijn bezielde dingen, zij hebben een magische of mystieke lading, en alle zijn ze even belangrijk en verdienen ze dezelfde diepe, intense aandacht. Het kan gebruiks- of kunstvoorwerpen betreffen; het kan ook gaan om voorwerpen uit de natuurlijke historie. De geladenheid der dingen is boeiend maar ook verschrikkelijk: de zoon in De tienduizend dingen raakt gefascineerd door schelpjes die van de stam afkomstig zijn die hem later de dood brengt. Parels, opgegraven uit een graf, brengen de dood. 
Wat dood is, is levend: de drie meisjes zitten op een muurtje, een vermoorde man loopt rond, en het wordt allemaal rustig en zonder nadruk verteld. De lezer kan moeilijk meer onderscheiden: is dit fictie, is dit de fantasie van de personages, of is het feit?

#### Filosofie
Ook verdiepte zij zich in Oosterse filosofie. De tienduizend dingen zijn (anders dan de vele kunst- en gebruiksvoorwerpen in haar werk) geen tastbare dingen. Zij staan voor de taoïstische idee van "alles wat leeft en krioelt in de wereld". Alle bestaansvormen zijn in deze non-dualistische filosofie uitingsvormen van het "ene", het "leven", en het motto van haar grote roman is:
Wanneer de 'tienduizend dingen' gezien zijn in hun eenheid, keren wij terug tot het begin en blijven waar wij altijd geweest zijn.
In zo'n eenheidsfilosofie is geen plaats voor tegenstellingen. Dingen komen en gaan, ontstaan en vergaan. Maar er is een verstorend element in deze roman: in alle verhalen van de raamvertelling komt moord voor. De hoofdpersoon verliest haar zoon door een gifpijl, en voortaan stuurt zij ieder jaar op Allerzielen het personeel een dag weg; zij wil allen gedenken die vermoord zijn. Die komen haar dan opzoeken; nu de een, dan de ander, en ook de moordenaars. En ten slotte valt het wraakgevoel weg:
Alsof zij niet de moordenaars waren maar ook mee de vermoorden.
En toen waren er niet meer moordenaars en vermoorden.
Deze eenheidsgedachte, die bijna letterlijk zo is aan te treffen in de Bhagavad Gita, en bij de Amerikaanse mysticus Ralph Waldo Emerson, brengt ten slotte de verzoening, hoe zwaar te dragen ook, en de hoofdpersoon voegt zich bij haar bedienden "om haar kopje koffie te drinken en om opnieuw te proberen verder te leven".

#### Herinnering, afscheid en verder leven
Volgens Rudy Kousbroek had Dermoûts collega-schrijfster Beb Vuyk een voorzichtig respect voor Dermoût, maar trof in haar werk toch te veel nostalgie aan, en de "tradities van onderwerping aan onzichtbare krachten" (Kousbroek 1991). Maria Dermoût zelf sprak tegen dat deze elementen haar werk kenmerkten:
Wanneer ik over het toen en daar schrijf, is het niet een vertederd, een betreurend omzien (ik geloof niet dat wij zo om mogen zien) ook niet dat ik het nu en hier niet meer meeleef — mee lijd is het helaas veelal — of dat ik het dreigend gerommel niet zou horen aan onze horizonten, alsof 'alle keien verschuiven in de beddingen der rivieren'; maar omdat ik zo duidelijk voor mij zie, dat wonderlijk samenweefsel van een bepaalde tijd, een land, de mensen die erbij hoorden, landschappen, dieren, dingen, gebeurtenissen, verhalen erdoorheen gevlochten. (Dermoût, biografie van 1954)
Zien, mee-lijden, wezens en verhalen: het zijn de centrale elementen in Dermoûts werk. Het gaat er haar niet om, te verwijlen bij een voorbij verleden, wel om de inspanning van het doorleven na dat verleden. Zoals er tussen leven en dood geen heel duidelijk onderscheid is, zo gaan ook verleden en heden in elkaar over; het is een proces van verbanden. Vandaar dat de hoofdpersoon in De tienduizend dingen moet "proberen verder te leven", terwijl ook die in Nog pas gisteren haar verleden allengs moet ontgroeien. Dat boek eindigt: "Zij moest tijd hebben om het alles te verliezen."

## Erkenning

### Literaire prijzen
De schrijfster ontving tijdens haar leven drie literaire prijzen:
- 1952 – De speciale prijs van de Jan Campertstichting, voor Nog pas gisteren.
- 1956 – De Culturele Prijs van Arnhem, voor haar complete werk tot dan toe.
- 1958 – De Tollensprijs, voor haar complete werk tot dan toe.

### Andere
- Er zijn tal van artikelen aan Maria Dermoût gewijd.
- In 1973 verscheen een levensbeschrijving door Johan van der Woude, terwijl van de hand van Kester Freriks in 2000 een omvangrijker biografie uitkwam.
- In 2000 werd een themanummer van het tijdschrift Indische letteren aan haar gewijd.
- In 1990—91 verzorgde het Letterkundig Museum een uitgebreide tentoonstelling gewijd aan onder anderen Maria Dermoût.